# Bolsa de Comercio de Rosario

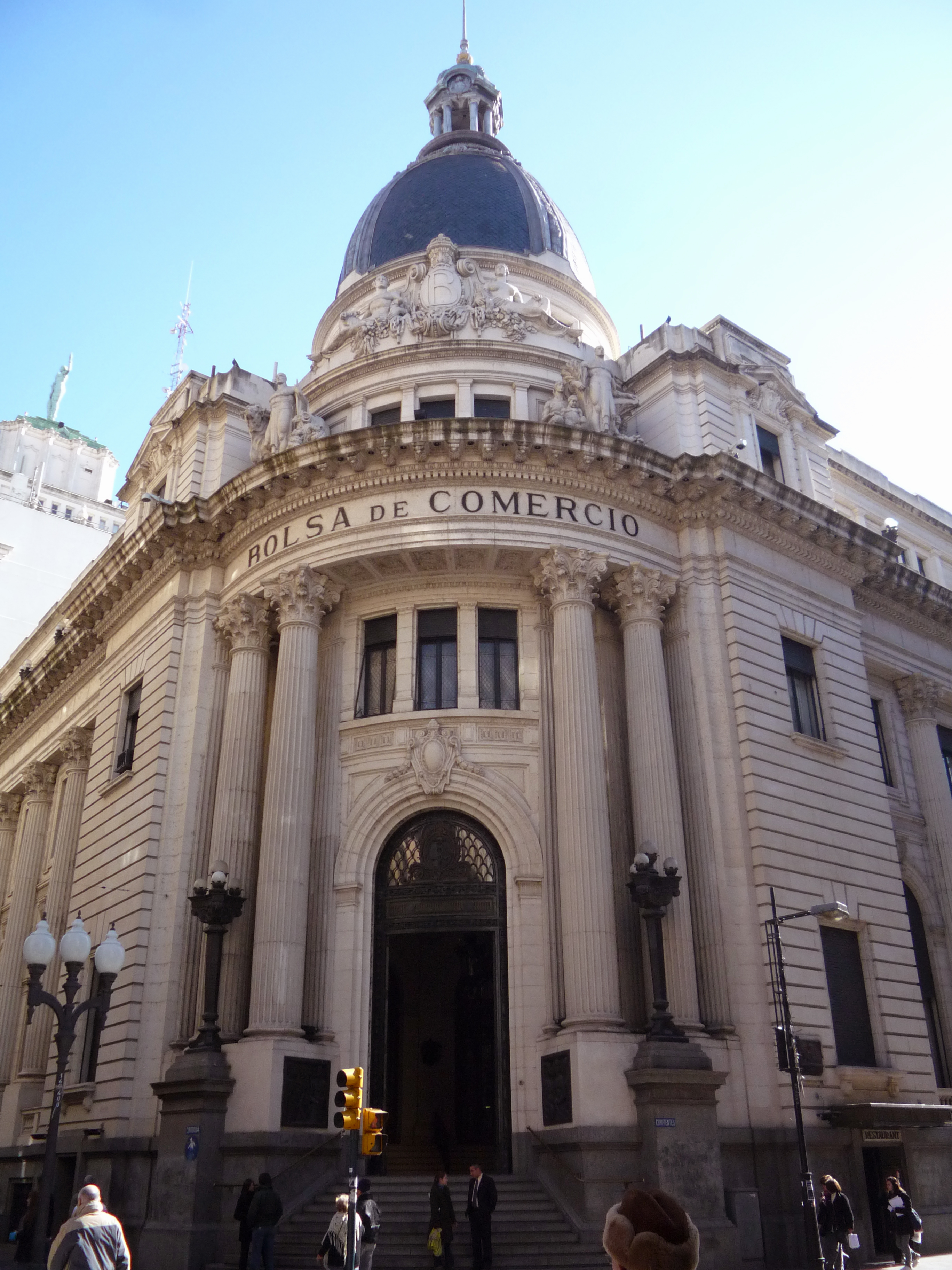
Edificio histórico, en la intersección de calle Corrientes y peatonal Córdoba. Fue inaugurado en 1929.

La Bolsa de Comercio de Rosario es una asociación civil fundada en 1884 en la ciudad del mismo nombre, provincia de Santa Fe, República Argentina. Su objetivo es promover mercados de productos, de capitales y de otros activos. Se encuentra bajo la supervisión de la Comisión Nacional de Valores.

## Historia
La Bolsa de Comercio de Rosario fue fundada el 18 de agosto de 1884, como una asociación civil sin fines de lucro, forma jurídica que conserva en la actualidad. Comenzó su actividad ofreciendo sus instalaciones para el desarrollo de mercados de concentración que favorecieran la confrontación de la oferta y la demanda de productos en general y posibilitaran una mayor transparencia en los precios.
Al fundarse la Bolsa, el comercio de productos agrícolas ya estaba organizado en la República Argentina, razón por la cual la concentración de operaciones de compraventa de la institución se fue dando en forma paulatina. En ese sentido, cabe hacer notar que en 1878 se llevó a cabo la primera exportación organizada de cereales desde Argentina; consistió en una venta de trigo a Glasgow (Escocia, Reino Unido) que se embarcó precisamente en Rosario.
En 1893 se dispone la creación de una "Comisión Arbitral de Cereales" en el seno de la Bolsa, que en el año 1899 pasa a denominarse "Cámara Arbitral", a la que se asignó amplias funciones en cuanto a la formación de los estándares de negociación, redacción de los boletos de compraventa, fijación de los precios corrientes diarios y, fundamentalmente, la actuación como "amigable componedor" para dirimir las cuestiones comerciales que se suscitaran.

## Mercados que la integran
Forman parte de esta institución 5 mercados:
- Mercado Físico de Granos de Rosario
- ROSGAN (Mercado Ganadero de Rosario S.A.)
- MATBA-ROFEX (Ex - Mercado a Término de Rosario S.A.)
- MAV (Mercado Argentino de Valores S.A.)
- ROSPORC (Mercado Digital Porcino)

### Mercado Físico de Granos de Rosario
El tradicional Mercado Físico de Granos de la Bolsa es el más importante de Argentina en volumen de operaciones, y sus cotizaciones son referencia obligada nacional e internacionalmente. El 80% de la producción argentina de cereales y oleaginosos se comercializa en él, a través de gran número de operadores en la tradicional rueda diaria.
La soja es el principal producto negociado en este mercado y convirtió a Rosario en el centro más poderoso de comercialización física de esta oleaginosa a nivel mundial. Más del 80% de la capacidad instalada de la industria aceitera argentina está emplazada en su zona de influencia y lo mismo ocurre con las terminales portuarias privadas, que embarcan más del 90% de las exportaciones de soja y sus derivados.
La oferta de mercadería es realizada por las firmas corredoras de cereales y cooperativas de 2.º Grado, y la demanda proviene de exportadores, fabricantes de aceite y molinos harineros. Los negocios se pactan de palabra, sin perjuicio de la posterior registración de boletos en la Bolsa.
De tal operatoria surgen los denominados "Precios Cámara", fijados diariamente por la Cámara Arbitral de Cereales a través de una comisión integrada por todos los sectores que actúan en este Mercado. Estos precios son de carácter orientativo y de utilización no obligatoria, salvo acuerdo de partes.
La Cámara, actúa como un tribunal arbitral de reconocida idoneidad e imparcialidad para la resolución de conflictos entre partes. Las causas que por más de un siglo se han sometido a su consideración, son resueltas con celeridad y economía de costos.
Con funciones similares, en los asuntos referentes a aceites vegetales y subproductos de la fabricación de aceites, entiende la Cámara Arbitral de Aceites vegetales y Subproductos. 

### ROSGAN (Mercado Ganadero de Rosario)
Este mercado ganadero es el resultado de la unión de distintos actores del sistema de comercialización del ganado, que mediante la utilización de las modernas tecnologías de la comunicación acercan en tiempo y forma la oferta y la demanda. La utilización del sistema televisado con remates de hacienda a distancia permite unir con un criterio federal las producciones del interior con las demandas de los grandes centros urbanos y de la exportación.
Para lograr un exitoso sistema de remate sin presencia física de la mercadería resultaba imperioso contar con herramientas que dieran certeza e información precisa a los operadores. Por tales motivos se implementaron manuales de procedimientos que aseguran una correcta filmación y certificación de los lotes a subastar. Esta tarea es llevada a cabo por los certificadores habilitados en los respectivos establecimientos agropecuarios.
Una vez que se cuenta con la información de todos los lotes que serán rematados, se procede al armado del Orden de Venta el cual es publicado en un catálogo y en el sitio web del Mercado Ganadero SA. De esta forma se pone a disposición de los posibles compradores con debida anticipación las imágenes y detalles de las tropas puestas a remate.
La subasta es transmitida en vivo por el Mercado Ganadero SA dentro del ámbito de la Bolsa de Comercio de Rosario. Los compradores pueden efectuar sus ofertas ya sea en forma presencial o por teléfono utilizando un sistema de call center. Para poder participar en el remate, los compradores deben previamente inscribirse en el Registro Único de Participantes que lleva el Mercado Ganadero SA.
Los remates que se efectúan en el ámbito del Mercado Ganadero S.A. son transmitidos en vivo a todo el país por televisión a través de Canal Rural. De esta forma los remitentes de ganado logran una amplitud comercial hasta ahora desconocida, y los compradores tienen la facilidad de realizar transacciones sin necesidad de traslado.

### MATBA - ROFEX (Ex - Mercado a Término de Rosario S.A.)
ROFEX S.A., cuyo nombre es el acrónimo de Rosario Futures Exchange, fundado en 1909 bajo el nombre de  "Mercado General de Productos Nacionales del Rosario de Santa Fe S.A." y luego denominado Mercado a Término de Rosario S.A.
Cuenta con 2 divisiones de operatoria:
División de Derivados Agropecuarios: Negocia contratos de futuros y opciones sobre Soja, Trigo y Maíz
División de Derivados Financieros: Negocia contratos de futuros y opciones sobre Dólar, Oro, Petróleo, Bonos Argentinos, Futuro de Índice Merval y Futuro de LEBAC.
Es el único mercado de futuros de Sudamérica que registra, compensa, liquida y garantiza sus contratos a través de una casa compensadora de futuros y Opciones, Argentina Clearing SA, primer y única casa de compensación de futuros y opciones de la Argentina, autorizada a funcionar por la Comisión Nacional de Valores de la República Argentina y que cuenta con una de las más altas calificaciones crediticias del país (Standard & Poor's rAA), poniéndola a la altura de las más reconocidas casas compensadoras del mundo.
En 2019 se llevó a cabo la fusión entre los dos mercados de futuros centenarios de la Argentina, ROFEX S.A. como sociedad escindente y el Mercado a Término de Buenos Aires S.A. (Matba) como sociedad absorbente, denominándose la nueva sociedad absorbente Matba-Rofex S.A. Esta integración permitió hacer crecer el mercado, tanto en su volumen como en su liquidez, ofreciendo mayor eficiencia, mejor tecnología y la calidad de productos agropecuarios y financieros.[cita requerida]

### MAV (Mercado Argentino de Valores S.A.)
El Mercado Argentino de Valores, o MAV, nace de la integración y fusión entre los mercados de valores de Rosario y Mendoza.
Su predecesor Mercado de Valores de Rosario fue fundado en 1927 con la denominación de “Mercado de Títulos y Cambios del Rosario”.
El Mercado de Valores de Rosario negociaba títulos valores, mayormente bonos y acciones. 
Actualmente el MAV se especializa en negociación de cheques de pago diferido y fideicomisos financieros. 
Registra, compensa y liquida diariamente las operaciones concertadas por sus agentes y garantiza ante los mismos el cumplimiento de las obligaciones asumidas.

### ROSPORC (Mercado Digital Porcino)
El Mercado Digital Porcino, o ROSPORC, nace de un desarrollo interno de la institución, lanzado en 2020. 
Rosporc es la primera plataforma de negociación electrónica de ganado porcino de la Argentina. Un mercado completamente digital que permite a los usuarios realizar transacciones de compra y/o venta sobre ganado porcino con total facilidad.
Es una plataforma que agiliza las operaciones, que ofrece nuevas oportunidades a los productores y mayor previsibilidad a una industria poco institucionalizada.Permite un espacio de negociación para ir formando valores de referencia para cada tipo de operatoria.

## Dirección de Información y Estudios Económicos
Artículo principal: Dirección de Información y Estudios Económicos
La Bolsa de Comercio de Rosario promueve activamente la investigación económica a través de su Dirección de Información y Estudios Económicos (DIyEE). A cargo de ésta se encuentra la publicación de informes referentes al comercio de granos, los mercados de derivados y a la temática económica en general. Asimismo, se publican estadísticas, informes y estudios de la económicos sobre la Región Centro, además de tratar temas relativos a la economía nacional e internacional. Dentro de la Dirección también se publican investigaciones de carácter académico.
Entre estas múltiples tareas se encuentra la edición y publicación del Informativo Semanal. La historia del mismo se remonta al 7 de mayo de 1982, cuando por decisión del entonces presidente de la Bolsa de Comercio de Rosario, el señor José A. Zambruni, y el apoyo de una Comisión Asesora, conformada por los señores Hugo H. Borgia, Vicente Listro, Adolfo Oyenard y Jorge R. Quaranta, viera la luz el primer ejemplar del Informativo Semanal. El 19 de octubre de 1987, a instancias del Cont. Cabanellas, la Mesa Ejecutiva de la Bolsa de Comercio de Rosario decide que el cargo de Director del Informativo Semanal sea desempeñado en lo sucesivo por el entonces Director de Información y Estudios Económicos, Cont. Rogelio Pontón. Desde el año 2013 la Dirección se encuentra a cargo del Dr. Julio Calzada. Incorporando a lo largo de los años estadísticas, mercados y temáticas de diversa índole, a partir de junio del 2021 puede accederse a gran parte del Informativo Semanal y de muchos informes de la DIyEE en una sección especial en idioma inglés.
Con casi cuarenta años ininterrumpidos de publicación, el Informativo Semanal publicó en 2021 su Edición número 2000.
En septiembre de 2020 comenzaron a publicarse dos informes de periodicidad mensual: el Informe Panorama de Mercados, especializado en mercados agropecuarios, de capitales y futuros. y el Informe Coyuntura Macroeconómica, con tópicos de política monetaria, cambiaria y fiscal, de actividad económica y de comercio exterior agroindustrial. 

## Entidades Participantes
- Argentina Clearing S.A.
- Aseguradores del Interior de la República Argentina - ADIRA
- Cámara de Actividades Portuarias y Marítimas
- Cámara de Agentes de Bolsa de Rosario
- Cámara de Exportadores de Rosario
- Cámara de Industriales Molineros
- Cámara de la Industria Aceitera de la República Argentina - CIARA y Centro de Exportadores de Cereales - CEC
- Cámara de Puertos Privados Comerciales
- Centro de Corredores de Cereales de Rosario
- Centro de Semilleristas de Rosario
- Confederaciones Rurales Argentinas
- Rosario Administradora Sociedad Fiduciaria S.A.
- Sociedad de Acopiadores de Granos de la Provincia de Córdoba
- Sociedad de Cerealistas del Norte de la Provincia de Buenos Aires
- Sociedad Gremial de Acopiadores de Granos
- Sociedad Rural Argentina